# World Film Company
La World Film Company fu una casa di produzione e di distribuzione che aveva la sua sede a Fort Lee, nel New Jersey.
L'attività della World Film fu molto breve, ma significativa nella storia del cinema statunitense. Venne fondata dal finanziere e regista Lewis J. Selznick nel New Jersey, stato nel quale si trovava all'epoca il più grande concentramento di compagnie produttive cinematografiche americane. I Black Maria, i primi studi di Edison furono costruiti nel 1893 a West Orange, nel New Jersey e, quando la Kalem cominciò a usare Fort Lee per girarvi le sue pellicole nel 1909, molti altri filmmaker la seguirono.
La World Film distribuiva i film prodotti da tre diverse compagnie: quelli dello stesso Selznick, prodotti con la sua Equitable Pictures, i film della Peerless Pictures di Jules Brulatour e, infine, quelli della Shubert Pictures, una casa di produzione fondata da William Aloysius Brady. L'accordo tra le società permise la distribuzione di 380 corto e lungometraggi tra il 1914 e il 1921. La World Film diversificò le sue attività diventando anche una casa di produzione, girando i suoi film negli studi di Brulatour gestiti da Brady. Gli Shubert potevano disporre dei loro teatri per le proiezioni in sala, come all'epoca fecero molte compagnie di produzione, legate ai circuiti teatrali.
Nel 1916, Selznick fu estromesso dal consiglio di amministrazione e al suo posto, come presidente, fu nominato Arthur Spiegel. La compagnia rimase a Fort Lee fino al 1919 quando venne ricomprata da Selznick e assorbita nella sua Lewis J. Selznick Productions, che aveva la sua sede sulla costa orientale.

## Filmografia

### Produzione
- Uncle Tom's Cabin, regia di William Robert Daly (1914)
- An Indian Diamond, regia di Frank Hall Crane (1915)
- The Moonstone, regia di Frank Hall Crane (1915)
- The Flash of an Emerald, regia di Albert Capellani (1915)
- The Revolt, regia di Barry O'Neil (1916)
- The Heart of a Hero, regia di Émile Chautard (1916)
- The Red Woman (1917)
- The Social Leper, regia di Harley Knoles (1917)
- Forget-Me-Not, regia di Émile Chautard (1917)
- The Stolen Paradise, regia di Harley Knoles (1917)
- The Price of Pride, regia di Harley Knoles (1917)
- The Iron Ring, regia di George Archainbaud (1917)
- Fiamme sul mare (Souls Adrift), regia di Harley Knoles (1917)
- A Maid of Belgium, regia di George Archainbaud (1917)
- Adventures of Carol, regia di Harley Knoles (1917)
- Her Hour, regia di George Cowl (1917)
- Betsy Ross, regia di George Cowl e Travers Vale (1917)
- The Tenth Case, regia di George Kelson (1917)
- Diamonds and Pearls, regia di George Archainbaud (1917)
- Stolen Hours, regia di Travers Vale (1918)
- The Beautiful Mrs. Reynolds, regia di Arthur Ashley (1918)
- Gates of Gladness, regia di Harley Knoles (1918)
- The Divine Sacrifice, regia di George Archainbaud (1918)
- The Whims of Society, regia di Travers Vale (1918)
- The Heart of a Girl, regia di John G. Adolfi (1918)
- Tinsel, regia di Oscar Apfel (1918)
- The Wasp, regia di Lionel Belmore (1918)
- Wanted: A Mother, regia di Harley Knoles (1918)
- The Witch Woman, regia di Travers Vale (1918)
- The Trap, regia di George Archainbaud (1918)
- The Purple Lily, regia di Fred Kelsey (1918)
- Journey's End, regia di Travers Vale (1918)
- The Interloper, regia di Oscar Apfel (1918)
- Stolen Orders, regia di George Kelson e Harley Knoles (1918)
- The Cabaret, regia di Harley Knoles (1918)
- Tinsel, regia di Oscar Apfel (1918)
- The Golden Wall, regia di Dell Henderson (1918)
- Joan of the Woods, regia di Travers Vale (1918)
- Heredity, regia di William P.S. Earle (1918)
- The Beloved Blackmailer, regia di Dell Henderson (1918)
- Merely Players, regia di Oscar Apfel (1918)
- The Power and the Glory, regia di Lawrence C. Windom (1918)
- By Hook or Crook, regia di Dell Henderson (1918)
- A Soul Without Windows, regia di Travers Vale (1918)
- Appearance of Evil, regia di Lawrence C. Windom (1918)
- The Grouch, regia di Oscar Apfel (1918)
- The Zero Hour, regia di Travers Vale (1918)
- Nido d'amore (The Love Nest), regia di Tefft Johnson (1918)
- The Bluffer, regia di Travers Vale (1919)
- Heart of Gold, regia di Travers Vale (1919)
- The Rough Neck, regia di Oscar Apfel (1919)
- Mandarin's Gold, regia di Oscar Apfel (1919)
- The Moral Deadline, regia di Travers Vale (1919)
- The Crook of Dreams, regia di Oscar Apfel (1919)
- La mano nell'ombra (The Hand Invisible), regia di Harry O. Hoyt (1919)
- The Unveiling Hand, regia di Frank Hall Crane (1919)
- Hit or Miss, regia di Dell Henderson (1919)
- The Love Defender, regia di Tefft Johnson (1919)
- The Little Intruder, regia di Oscar Apfel (1919)
- The Scar, regia di Frank Hall Crane (1919)
- Three Green Eyes, regia di Dell Henderson (1919)
- The Social Pirate, regia di Dell Henderson (1919)
- Phil-for-Short, regia di Oscar Apfel (1919)
- Love and the Woman, regia di Tefft Johnson (1919)
- Home Wanted, regia di Tefft Johnson (1919)
- The American Way, regia di Frank Reicher (1919)
- Dust of Desire, regia di Perry N. Vekroff (1919)
- The American Way, regia di Frank Reicher (1919)
- Bringing Up Betty, regia di Oscar Apfel (1919)
- The Praise Agent, regia di Frank Hall Crane (1919)
- The Oakdale Affair, regia di Oscar Apfel (1919)

### Distribuzione
- The Lure, regia di Alice Guy (1914)
- Your Girl and Mine: A Woman Suffrage Play, regia di Giles Warren (1914)
- In the Land of the Head Hunters, regia di Edward S. Curtis (1914)
- Old Dutch, regia di Frank Hall Crane (1915)
- Alias Jimmy Valentine, regia di Maurice Tourneur (1915)
- An Indian Diamond, regia di Frank Hall Crane (1915)
- The Moonstone, regia di Frank Hall Crane (1915)
- A Butterfly on the Wheel, regia di Maurice Tourneur (1915)
- The Stolen Voice, regia di Frank Hall Crane (1915)
- The Flash of an Emerald, regia di Albert Capellani (1915)
- Love's Crucible, regia di Emile Chautard (1916)
- Fate's Boomerang, regia di Frank H. Crane (1916)
- La bohème (La Vie de bohème), regia di Albert Capellani (1916)
- A Hungry Heart, regia di Émile Chautard (1917)
- The Red Woman (1917)
- The Social Leper, regia di Harley Knoles (1917)
- Masks and Faces, regia di Fred Paul (1917)
- Forget-Me-Not, regia di Émile Chautard (1917)
- The Stolen Paradise, regia di Harley Knoles (1917)
- The Price of Pride, regia di Harley Knoles (1917)
- The Iron Ring, regia di George Archainbaud (1917)
- A Maid of Belgium, regia di George Archainbaud (1917)
- Adventures of Carol, regia di Harley Knoles (1917)
- Her Hour, regia di George Cowl (1917)
- Betsy Ross, regia di George Cowl e Travers Vale (1917)
- The Tenth Case, regia di George Kelson (1917)
- Diamonds and Pearls, regia di George Archainbaud (1917)
- Stolen Hours, regia di Travers Vale (1918)
- The Beautiful Mrs. Reynolds, regia di Arthur Ashley (1918)
- Gates of Gladness, regia di Harley Knoles (1918)
- The Divine Sacrifice, regia di George Archainbaud (1918)
- The Whims of Society, regia di Travers Vale (1918)
- The Wasp, regia di Lionel Belmore (1918)
- Wanted: A Mother, regia di Harley Knoles (1918)
- The Witch Woman, regia di Travers Vale (1918)
- The Trap, regia di George Archainbaud (1918)
- The Purple Lily, regia di Fred Kelsey (1918)
- Journey's End, regia di Travers Vale (1918)
- Stolen Orders, regia di George Kelson e Harley Knoles (1918)
- The Interloper, regia di Oscar C. Apfel (1918)
- The Cabaret, regia di Harley Knoles (1918)
- The Heart of a Girl, regia di John G. Adolfi (1918)
- Tinsel, regia di Oscar Apfel (1918)
- The Golden Wall, regia di Dell Henderson (1918)
- Joan of the Woods, regia di Travers Vale (1918)
- Heredity, regia di William P.S. Earle (1918)
- Merely Players, regia di Oscar Apfel (1918)
- The Power and the Glory, regia di Lawrence C. Windom (1918)
- A Soul Without Windows, regia di Travers Vale (1918)
- Appearance of Evil, regia di Lawrence C. Windom (1918)
- The Zero Hour, regia di Travers Vale (1918)
- Nido d'amore (The Love Nest), regia di Tefft Johnson (1918)
- The Bluffer, regia di Travers Vale (1919)
- The Rough Neck, regia di Oscar Apfel (1919)
- Mandarin's Gold, regia di Oscar Apfel (1919)
- The Moral Deadline, regia di Travers Vale (1919)
- The Crook of Dreams, regia di Oscar Apfel (1919)
- The Unveiling Hand, regia di Frank Hall Crane (1919)
- La mano nell'ombra (The Hand Invisible), regia di Harry O. Hoyt (1919)
- Hit or Miss, regia di Dell Henderson (1919)
- The Love Defender, regia di Tefft Johnson (1919)
- The Little Intruder, regia di Oscar Apfel (1919)
- The Scar, regia di Frank Hall Crane (1919)
- Three Green Eyes, regia di Dell Henderson (1919)
- The Social Pirate, regia di Dell Henderson (1919)
- Love and the Woman, regia di Tefft Johnson (1919)
- Home Wanted, regia di Tefft Johnson (1919)
- The American Way, regia di Frank Reicher (1919)
- Dust of Desire, regia di Perry N. Vekroff (1919)
- Bringing Up Betty, regia di Oscar Apfel (1919)
- The Praise Agent, regia di Frank Hall Crane (1919)
- The Oakdale Affair, regia di Oscar Apfel (1919)

## Galleria d'immagini

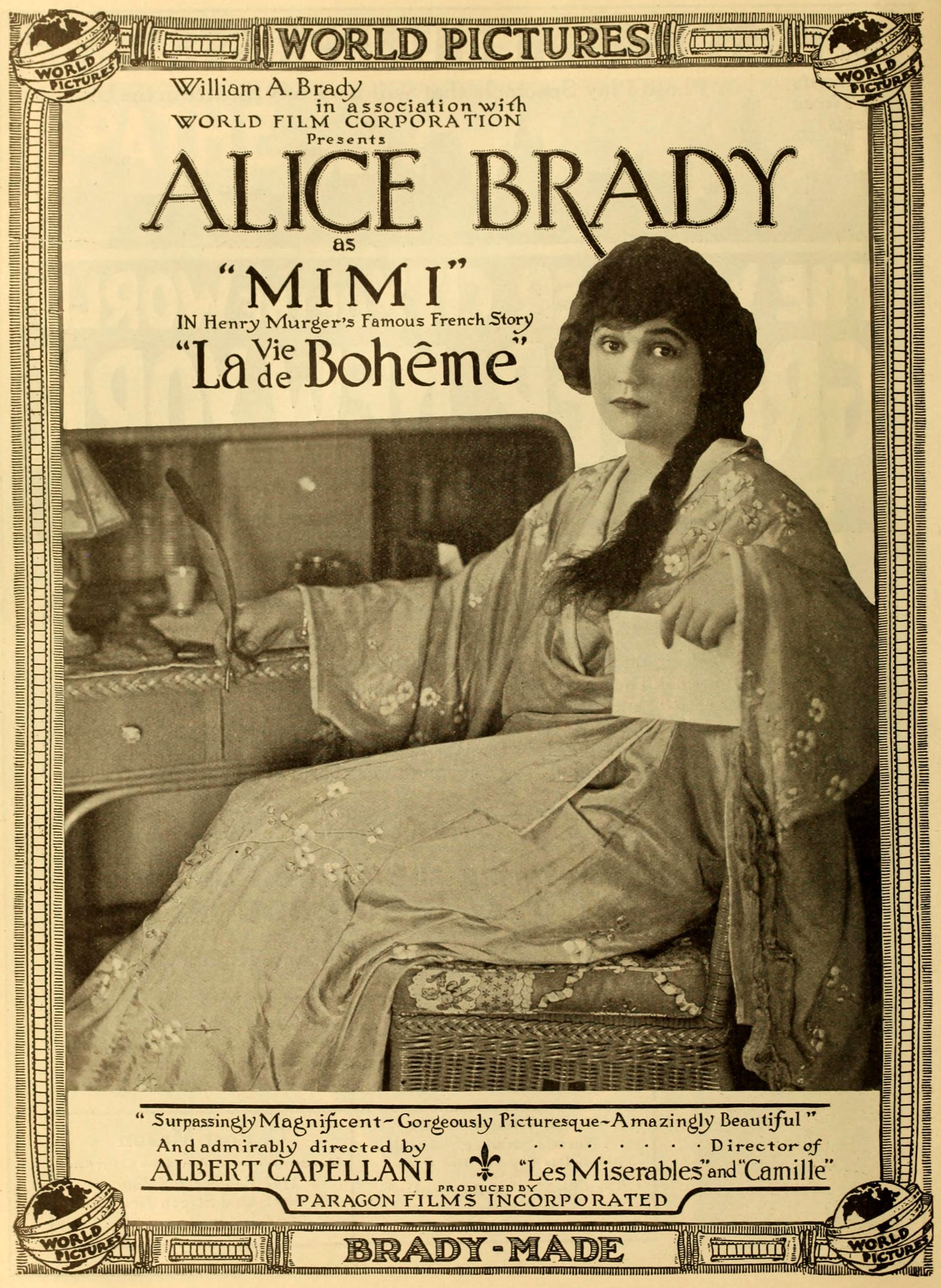
La Boheme (1916)
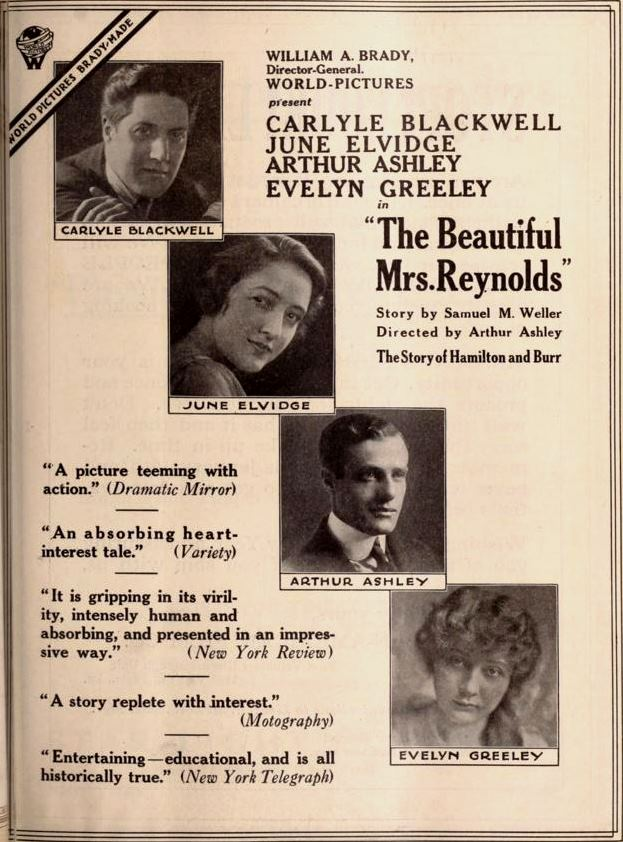
The Beautiful Mrs. Reynolds (1918)
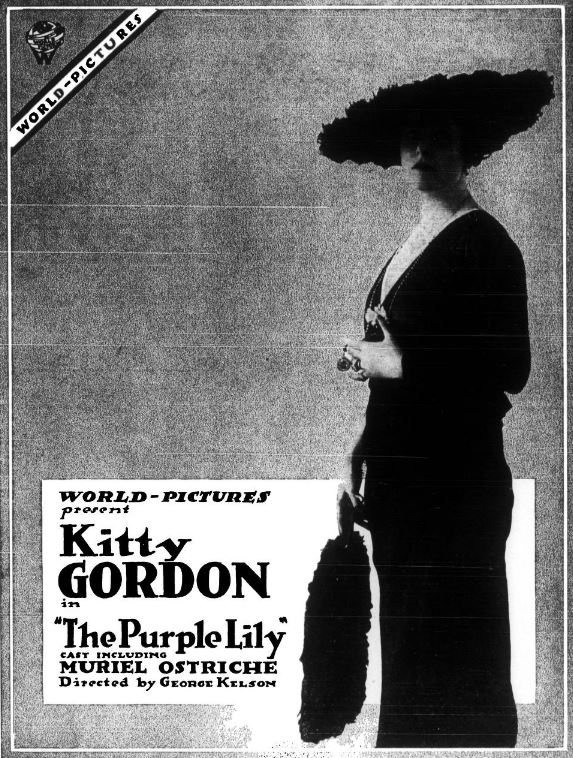
The Purple Lily (1918)
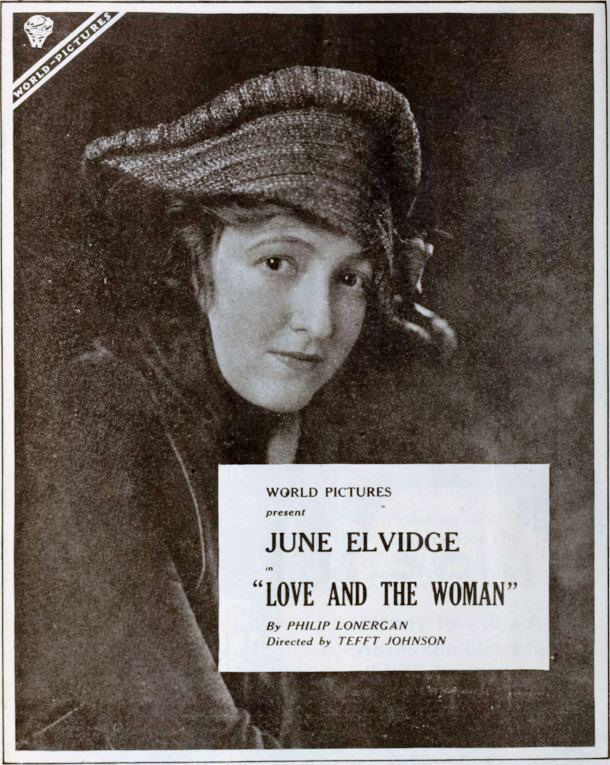
Love and the Woman (1919)
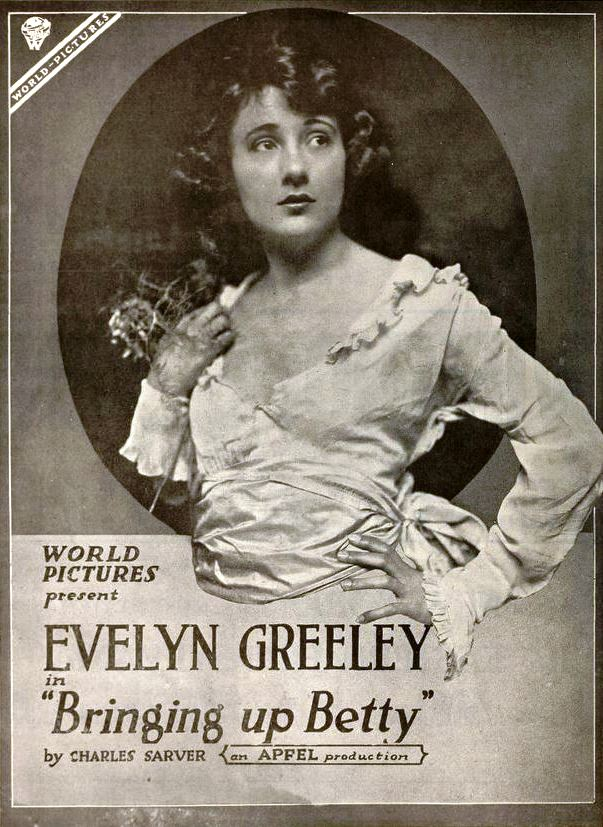
Bringing Up Betty (1919)